# Edward Olson
Pour les articles homonymes, voir Olson.
Temple de la renommée américain : 1977
Edward Olson, dit Eddie Olson, (né le 1er janvier 1922 à Hancock aux États-Unis et mort en 1995) est un joueur professionnel et entraîneur de hockey sur glace.

## Carrière
Eddie Olson a commencé sa carrière en 1945 dans la Pacific Coast Hockey League avec les Oaks d'Okland. Il rejoignit la saison suivante les Flyers de Saint-Louis dans la Ligue américaine de hockey dans laquelle il fit ensuite l'essentiel de sa carrière. Au cours de la 1950-1951 il fut échangé aux Barons de Cleveland. C'est avec cette franchise qu'il connut ses plus belles années, remportant, lors de la saison 1952-1953 le trophée John-B.-Sollenberger du meilleur pointeur de la saison ainsi que le trophée Les-Cunningham du meilleur joueur. En 1955, il remporta à nouveau le trophée Sollenberger. Après une saison dans la Western Hockey League, il termina sa carrière dans la Ligue internationale de hockey avec les Hornets de Huntington puis les Komets de Fort Wayne où il endossa le rôle d'entraîneur-joueur.

## Statistiques
Pour les significations des abréviations, voir Statistiques du hockey sur glace.
| Saison     | Équipe                                    | Ligue      |     | Saison régulière | Saison régulière | Saison régulière | Saison régulière | Saison régulière |      | Séries éliminatoires | Séries éliminatoires | Séries éliminatoires | Séries éliminatoires | Séries éliminatoires |
| Saison     | Équipe                                    | Ligue      | PJ  | B                | A                | Pts              | Pun              | PJ               | B    | A                    | Pts                  | Pun                  |                      |                      |
| 1942-1943  | U.S. Coast Guard Cutters                  | EHL        |     | 23               | 34               | 57               | 0                |                  |      |                      |                      |                      |                      |                      |
| 1943-1944  | U.S. Coast Guard Cutters                  | EHL        |     |                  |                  |                  |                  |                  |      |                      |                      |                      |                      |                      |
| 1945-1946  | Oaks d'Oakland                            | PCHL       | 39  | 31               | 37               | 68               | 39               |                  |      |                      |                      |                      |                      |                      |
| 1946-1947  | Flyers de Saint-Louis                     | LAH        | 63  | 17               | 34               | 51               | 40               |                  |      |                      |                      |                      |                      |                      |
| 1947-1948  | Flyers de Saint-Louis                     | LAH        | 67  | 33               | 44               | 77               | 48               | --               | --   | --                   | --                   | --                   |                      |                      |
| 1948-1949  | Flyers de Saint-Louis                     | LAH        | 68  | 6                | 36               | 42               | 34               | 7                | 1    | 1                    | 2                    | 6                    |                      |                      |
| 1949-1950  | Flyers de Saint-Louis                     | LAH        | 70  | 20               | 26               | 46               | 25               | 2                | 0    | 0                    | 0                    | 2                    |                      |                      |
| 1950-1951  | Flyers de Saint-Louis Barons de Cleveland | LAH        | 68  | 15               | 29               | 44               | 43               | -- 11            | -- 0 | -- 9                 | -- 9                 | -- 12                |                      |                      |
| 1951-1952  | Barons de Cleveland                       | LAH        | 66  | 12               | 35               | 47               | 62               | 5                | 2    | 3                    | 5                    | 4                    |                      |                      |
| 1952-1953  | Barons de Cleveland                       | LAH        | 61  | 32               | 54               | 86               | 33               | 11               | 1    | 7                    | 8                    | 19                   |                      |                      |
| 1953-1954  | Barons de Cleveland                       | LAH        | 70  | 40               | 54               | 94               | 50               | 9                | 5    | 10                   | 15                   | 10                   |                      |                      |
| 1954-1955  | Barons de Cleveland                       | LAH        | 60  | 41               | 47               | 88               | 48               | 4                | 2    | 3                    | 5                    | 4                    |                      |                      |
| 1955-1956  | Cougars de Victoria                       | WHL        | 67  | 10               | 26               | 36               | 67               | 9                | 1    | 4                    | 5                    | 8                    |                      |                      |
| 1956-1957  | Hornets de Huntington                     | LIH        | 60  | 8                | 27               | 35               | 70               |                  |      |                      |                      |                      |                      |                      |
| 1957-1958  | Komets de Fort Wayne                      | LIH        | 41  | 6                | 21               | 27               | 44               |                  |      |                      |                      |                      |                      |                      |
| Totaux LAH | Totaux LAH                                | Totaux LAH | 593 | 216              | 359              | 575              | 383              | 49               | 11   | 33                   | 44                   | 57                   |                      |                      |

### Récompenses
- Saison 1952-1953
  - Trophée John-B.-Sollenberger
  - Trophée Les-Cunningham
- Saison 1954-1955
  - Trophée John-B.-Sollenberger

### Statistiques d'entraîneur
| Saison    | Équipe               | Ligue |    | PJ | V  | D | N   | % V |  | Séries éliminatoires |
| 1957-1958 | Komets de Fort Wayne | LIH   | 64 | 28 | 28 | 8 | 50% |     |  |                      |